# Pentacarbonylhydridorhénium
Le pentacarbonylhydridorhénium est un composé chimique de formule ReH(CO)5, carbonyle métallique de rhénium. Ce liquide incolore est un acide faible et représente l'un des dérivés les plus importants du décacarbonyle de dirhénium (en) (Re2(CO)10). 

## Synthèse
Il est synthétisé en traitant une solution méthanolique de bromopentacarbonylrhénium(I) (Re(CO)5Br) avec du zinc et de l'acide acétique (HOAc) : 
{\displaystyle {\ce {Re(CO)5Br + Zn + HOAc -> ReH(CO)5 + ZnBrOAc}}}

## Réaction
Il est moyennement sensible à la lumière : les échantillons jaunissent en raison de la formation de l'amas métallique Re3H(CO)14 :
{\displaystyle {\ce {3 Re(CO)5H -> Re3H(CO)14 + H2 + CO}}}
À 100 ° C, il se décompose en Re2(CO)10 : 
{\displaystyle {\ce {2 Re(CO)5H -> H2 + Re2(CO)10}}}